# Chị tôi
Chị tôi là một trong những ca khúc nổi tiếng của nhạc sĩ Trọng Đài, được phổ nhạc từ bài thơ Cho một ngày sinh của Đoàn Thị Tảo. Đây là ca khúc chủ đề của bộ phim Người Hà Nội năm 1996, ca khúc nhanh chóng được yêu thích, trở nên quen thuộc với khán giả và gắn liền với tên tuổi của ca sĩ Mỹ Linh. Với "Chị tôi", ca sĩ Mỹ Linh giành giải Mai Vàng năm 1997.

## Xuất xứ

### Nguyên tác
Bài thơ Cho một ngày sinh được Đoàn Thị Tảo viết năm bà 20 tuổi để tặng chị gái là đạo diễn, biên kịch Đoàn Lê.

### Phổ nhạc
Khi sản xuất bộ phim Người Hà Nội, cặp đôi đạo diễn Hoàng Tích Chỉ và Đoàn Lê đã đặt hàng nhạc sĩ Trọng Đài phổ nhạc bài thơ Cho một ngày sinh. Trong một đêm, Trọng Đài đã phổ nhạc xong và hát thử cho hai đạo diễn nghe; có lẽ giọng hat của ông không hay nên chỉ khi ca khúc được hòa âm với giọng hát của ca sĩ Mỹ Linh, hai vị đạo diễn mới chấp nhận ca khúc.
Khi phổ nhạc, nhạc sĩ Trọng Đài hầu như giữ nguyên lời thơ gốc (7 câu, 57 chữ), ông đã thay một chữ ở câu đầu từ "Thế là chị ơi, rụng bông Gạo đỏ" thành "Thế là chị ơi, rụng bông hoa Gạo"; và bớt một chữ trong câu "Cho làm câu hát cổ, để người lí lời" thành "Cho làm câu hát, để người lí lời".

## Phát hành
Năm 1996, Chị tôi là ca khúc chính của phim Người Hà Nội do Mỹ Linh thể hiện
Năm 1996, Chị tôi được phát hành lần đầu trong album thứ hai của ca sĩ Mỹ Linh "Vẫn Hát Lời Tình Yêu" do Trung tâm Băng nhạc trẻ phát hành.
Năm 1997, hãng đĩa Mưa Hồng Productions tái bản album Vẫn hát lời tình yêu tại Mỹ với tựa đề Chị tôi. Tròn năm này, bản phối mới của bài hát trong album tổng hợp Hà Nội mùa vắng cơn mưa của Trung tâm Băng nhạc Trẻ được phát hành và đứng đầu bảng xếp hạng Làn Sóng Xanh số đầu tiên.
Năm 2021, chương trình đón năm mới Chào 2021 của Đài Truyền hình Việt Nam; ca sĩ Mỹ Linh và diễn viên Lê Khanh lần nữa tái hiện phần mở đầu phim Người Hà Nội với ca khúc Chị tôi.
Tháng 10 năm 2022, ca sĩ Thanh Lam thể hiện ca khúc "Chị tôi" của nhạc sĩ Trọng Đài trong buổi biểu diễn Chị tôi.

## Đón nhận
Ca khúc "Chị tôi" đã đứng đầu bảng xếp hạng của Làn Sóng Xanh tháng 9 năm 1997 và cũng là ca khúc đầu tiên đứng top 1 của chương trình này.
Ca khúc cũng giúp Mỹ Linh có được giải Mai Vàng năm 1997.
Trong chương trình Tình yêu Hà Nội, nhạc sĩ Trọng Đài được Hội âm nhạc Hà Nội tôn vinh cùng với ba tác phẩm nổi bật của ông liên quan đến Hà Nội là "Hà Nội đêm trở gió" (lời Chu Lai - Trọng Đài), "Chị tôi" (thơ Đoàn Thị Tảo), "Cổng làng" (thơ Phạm Lưu Vũ)...